# Anette Rangdag
Anette Mari Regina Rangdag, född 19 april 1962 i Boo församling i Stockholms län, är en svensk politiker (sverigedemokrat). Hon var riksdagsledamot (tjänstgörande ersättare) under perioder 2022, 2023 och 2024 för Jämtlands läns valkrets. Hon är kommunpolitiker i Bergs kommun och har tidigare även varit distriktsordförande för Sverigedemokraterna i Jämtland och Härjedalen.
Rangdag kandiderade i riksdagsvalet 2022 och blev ersättare. Hon var tjänstgörande ersättare för Josef Fransson under perioderna 12 november–12 december 2022, 10 april–12 maj 2023 och 26 januari–30 juni 2024. I riksdagen var Rangdag extra suppleant i arbetsmarknadsutskottet, finansutskottet, miljö- och jordbruksutskottet, näringsutskottet och skatteutskottet.